# عشب أجمي
العشب الأجمي أو العشب المتكتل (بالإنجليزية: Tussock grasses أو bunch grasses) يتواجد كنبات أصيل ضمن النظم الإيكولوجية الطبيعية كعلف في المراعي أو كعشب للزينة في الحدائق. العشب الأجمي أو العشب المتكتل ضمن الفصيلة النجيلية هي مجموعة الأعشاب التي تنمو بشكل مفرد ضمن أجمات أو خصل أو روابي أو باقات بدلاً من أن تشكل مَخْضَرَة أو خث كما في المروج والمراعي والبراري. ونباتات العشب الأجمي تكون عادة معمرة لذلك فإنها تعيش أكثر من موسم واحد.
العديد من الأنواع لها جذور طويلة قد تصل إلى 2 متر (6.6 قدم) أو أكثر في التربة يمكن أن تساعد على تثبيت المنحدرات والسيطرة على تآكل التربة وزيادة مسامية التربة مما يساعد أكثر على امتصاص ماء المطر. أيضا، يمكن أن تصل جذورها إلى الأعماق الرطبة من التربة من غيرها من الأعشاب والنباتات المعمرة خلال فترات الجفاف الموسمية أو المناخية مما يعطيه أفضلية. يوفر العشب الأجمي موائل وغذاء للحشرات (بما في ذلك حرشفيات الأجنحة) والطيور والحيوانات الصغيرة والحيوانات العاشبة الكبيرة، ويدعم الجذريات الفطرية المفيدة للتربة. توفر أوراق هذا العشب المواد التي تستعمل في صناعة السلال من قبل العديد من الشعوب الأصلية وبالأعمال الفنية من قبل الفنانين المعاصرين.
يتواجد العشب الأجمي في كل المواطن تقريباً حيث توجد الأعشاب الأخرى بما في ذلك الأراضي العشبية والسافانا وسهوب البراري والأراضي الرطبة ومصبات الأنهار والمناطق المتشاطئة والمراعي قميئة الأشجار والجنبات والأدغال والغابات والمناطق الجبلية ومناطق المناخ الألبي والتندرا والكثبان والصحاري.

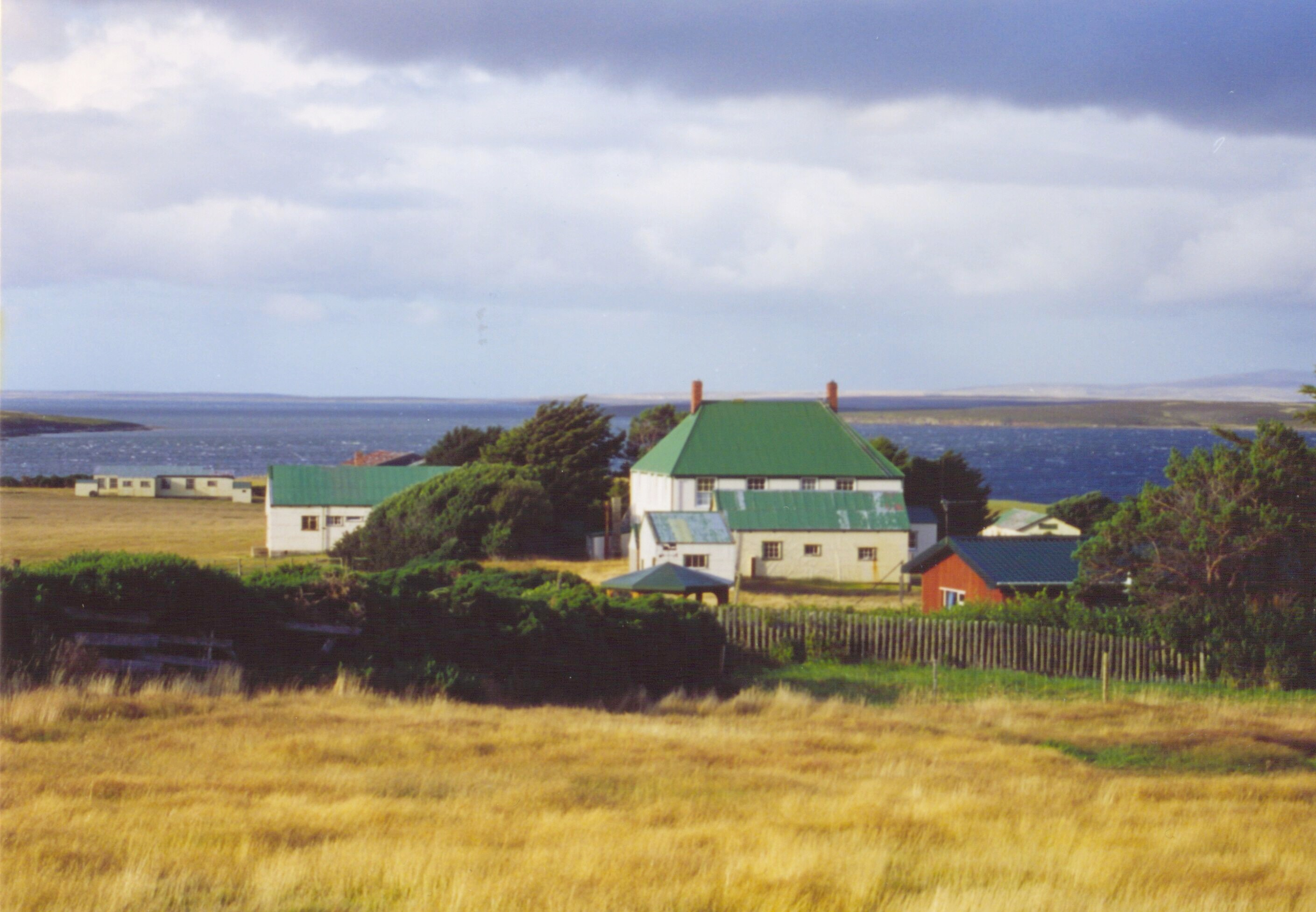
أرض عشبية مكونة من العشب الأجمي, في فترة الكمون في جزر الفوكلاند, في أمريكا الجنوبية

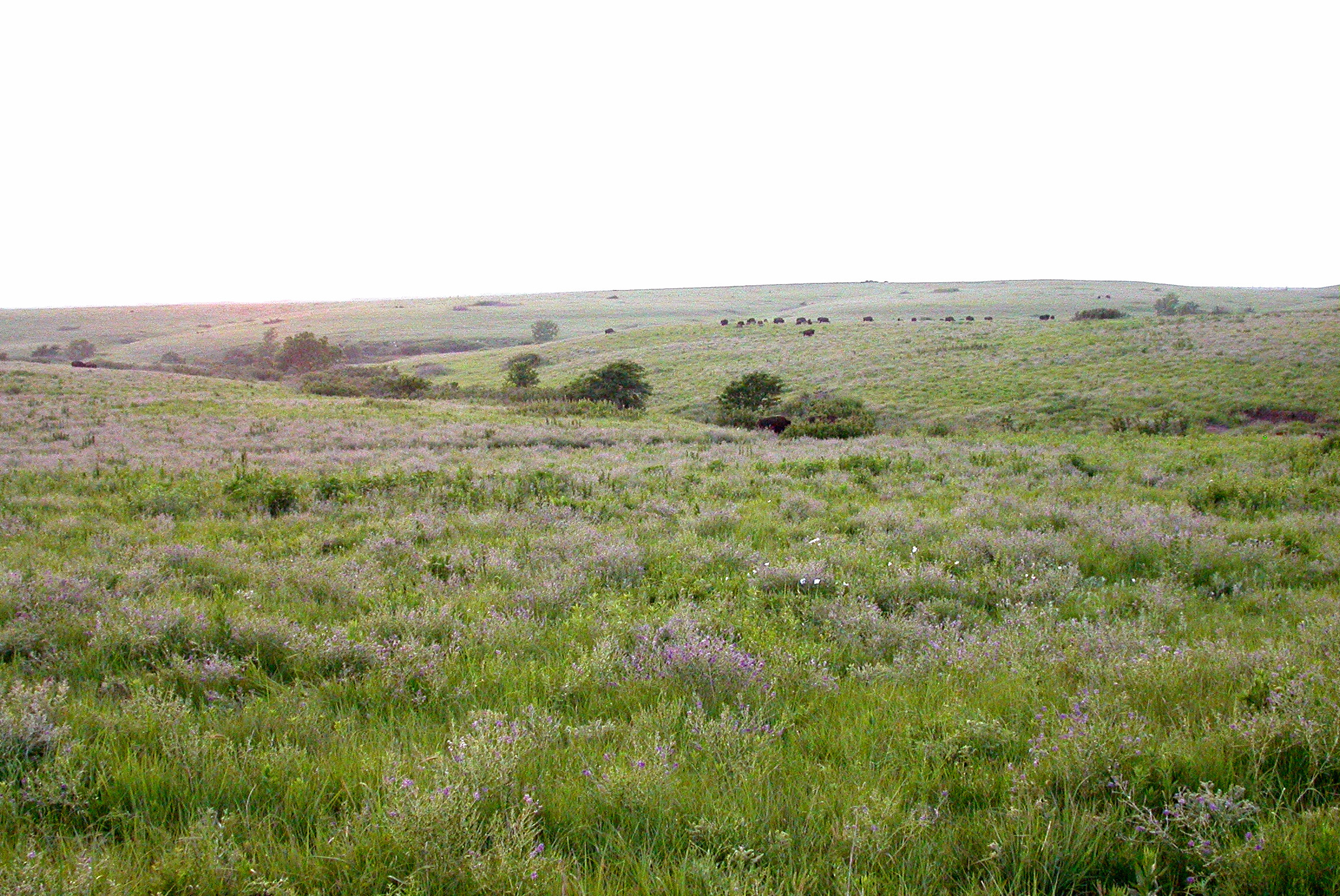
العشب الأجمي في براري كونزا براري العشب الطويل

## مقاومة الحريق
حسب دراسة حرائق الغابات في أمريكا الشمالية الغربية تبين أن العشب الأجمي يميل إلى أن يحترق ويطلق الدخن من غير لهب على عكس الأنواع الغازية من الحشائش المعمرة الأخرى التي تساهم في انتشار الحريق.

## أجناس
هذه بعض الأمثلة من أجناس العشب الأجمي:
- العذم (الاسم العلمي:Stipa)
- الفستوكة (الاسم العلمي:Festuca)
- الديشمبية (الاسم العلمي:Deschampsia)
- الدنبان (الاسم العلمي:Brachypodium)
- الناسيلة (الاسم العلمي:Nassella)
- متباين السنيبلة (الاسم العلمي:Heteropogon) - (المناخات المدارية)
- (الاسم العلمي:مرجية قصبية)
- (الاسم العلمي:Chionochloa)
- (الاسم العلمي:Leymus)
- (الاسم العلمي:مغثرية)
- (الاسم العلمي:Muhlenbergia)

## الأنواع

### أستراليا

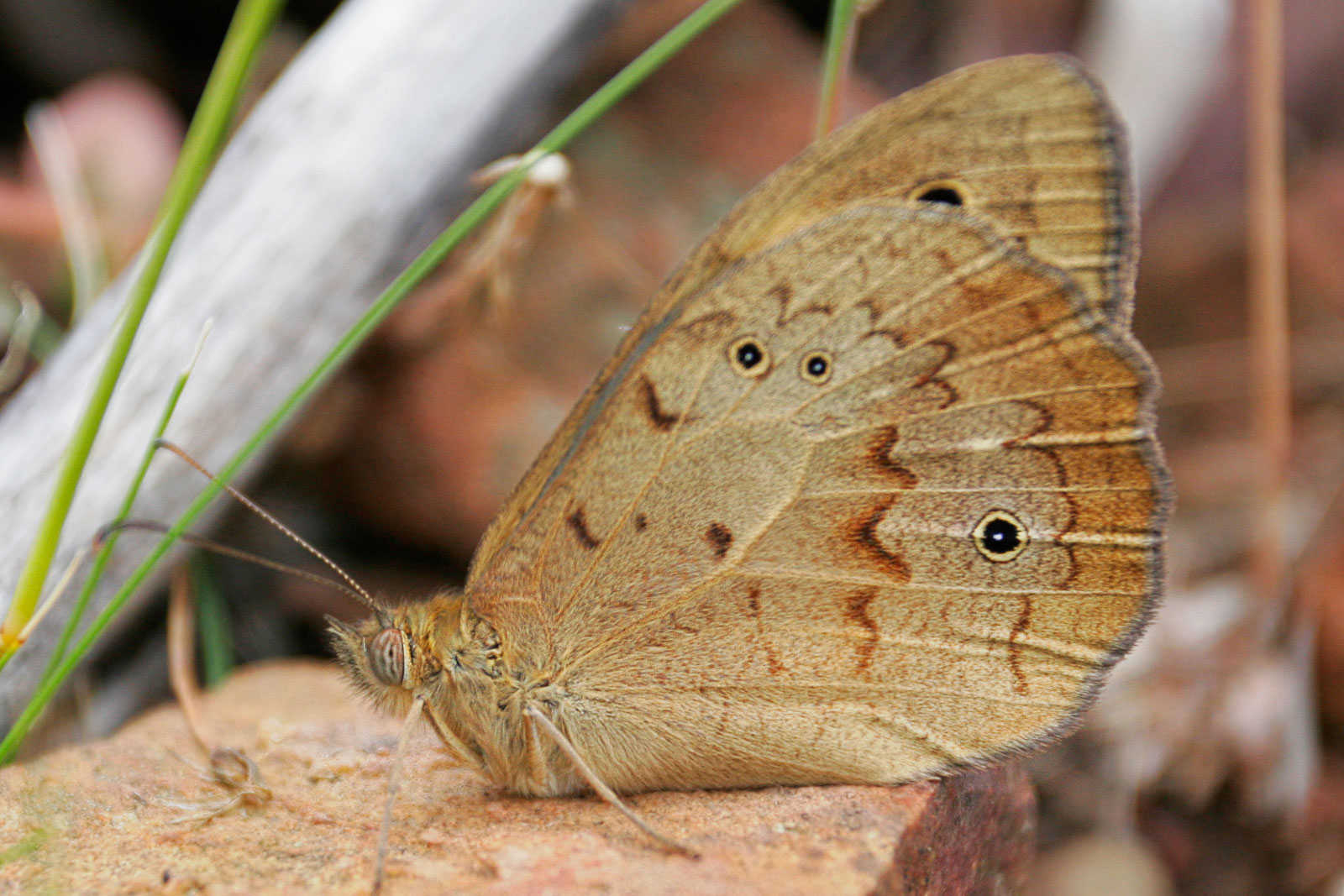
Larvae of the Geitoneura klugii feed on grasses like slender tussock grass, ثمد ثلاثي الأسدية, and دنبان حرجي

- حشيشة الأزرار (الاسم العلمي:Gymnoschoenus sphaerocephalus)
- حشيشة الآجام الشائعة (الاسم العلمي:Poa labillardierei)
- حشيشة الآجام الرمادية (الاسم العلمي:Poa sieberiana)
- حشيشة والابي حمراء المتك (الاسم العلمي:Joycea pallida)
- الطريودة (الاسم العلمي:Triodia) التي كانت تعرف سابقا ب الاسم العلمي:حشيشة النيص)

### نيوزيلندا
- حشيشة الأجمة الحمراء (الاسم العلمي:Chionochloa rubra)
- حشيشة الأجمة الجنوبية (الاسم العلمي:Chionochloa australis)
- حشيشة الأجمة المصفرة (الاسم العلمي:Chionochloa flavescens)
- الفستوكة النيوزيلندية (الاسم العلمي:Festuca novaezelandiae)
- القبأ الأجمي (الاسم العلمي:Poa caespitosa)
- القبأ الورقي (الاسم العلمي:Poa foliosa)
- القبأ الكولنسوي (الاسم العلمي:Poa colensoi)

### أمريكا الشمالية
من الأعشاب الأجمية في أمريكا الشمالية:
- Purple three-awn — (Aristida purpurea)
- Blue grama — (Bouteloua gracilis)
- شويعرة متدلية known as Cheat grass as an invasive species.
- Leafy reedgrass — (Calamagrostis foliosa) - (توطن to كاليفورنيا)
- Pacific reedgrass — (Calamagrostis nutkaensis)
- Purple Reedgrass — (Calamagrostis purpurascens)
- Hare's-tail Cottongrass — (Eriophorum vaginatum)
- فستوكة كاليفورنية
- فستوكة إيداهو
- فستوكة حمراء
- خويفيرة كبيرة الزهر
- Giant wildrye — (Leymus condensatus)
- California melic — (Melica californica)
- Deer grass — (Muhlenbergia rigens)
- Purple needlegrass — (Nassella pulchra) - (The state grass of California)
- Pine bluegrass — (Poa secunda)
- Salt Couch Grass — (Sporobolus virginicus)
- Eastern gamagrass — (Tripsacum dactyloides)

### أمريكا الجنوبية
- حشيشة الشعر الأجمية - (حتى أمريكا الشمالية)
- حشيشة الآجام المشرشرة (الاسم العلمي:Nassella trichotoma) - (مراعي شائعة في أستراليا)
- القبأ المروحي (الاسم العلمي:Poa flabellata)

### أفريقيا
- حشيشة الآجام المعمرة (الاسم العلمي:Heteropogon contortus) (إلى آسيا وأستراليا وأوقيانيا)

### أوروبا
- حشيشة الحبل الموريتانية (الاسم العلمي:أرغوت الدبس)
- مولينيا سماوية - (إلى غرب آسيا وشمال أفريقيا)

## وصلات خارجية
- جمعية الأراضي العشبية الأصلية في كاليفورنيا: أنواع وموائل العشب الأجمي: الحفاظ والترميم ".
- http://www.landcareresearch.co.nz/resources/identification/plants/grass-key نسخة محفوظة 12 أكتوبر 2013 على موقع واي باك مشين.